# 損失補償
損失補償（そんしつほしょう）とは、適法な公権力行使により加えられた財産上の特別の犠牲に対して、全体的な公平負担の見地からこれを調整するためにする財産的補償
。

## 概説
歴史的には、損失補償制度には国家賠償制度の障害になっていた主権無答責の法理や違法行為の国家への帰属不能といった要因は存在していなかったことから古くから発展した。
市民革命期の憲法は、財産権の絶対的権利のとしての側面を強調しながら、正当な補償を条件として私有財産を公共のために収用することを認めていた。1789年のフランス人権宣言は、財産の所有を自由や安全、圧政への抵抗と並ぶ自然権と位置づけた（2条）。そして所有権を「侵すことのできない神聖な権利」と認め（17条）、他方で「適法に確認された公の必要が明白に要求する場合」には「正当かつ事前の補償」を条件に所有権の剥奪を肯定していた。
ドイツでは1794年のプロイセン一般国法序章第74条・第75条に犠牲補償の制度が定められ、1874年のプロイセン土地収用法では土地収用に伴う損失補償が定められた。さらに1919年のヴァイマル憲法第153条第2項は「収用は、公共の福祉のために、かつ、法律に基づいてのみなされうる。法律で別段の定めのない限り、それは相当な補償と引き替えに行われる」と定めて財産権に対する損失補償は憲法上の制度となった。
アメリカでもアメリカ合衆国憲法修正第5条が公用収用に対する損失補償を保障している。

## 日本
大日本帝国憲法（明治憲法）は財産権の保障について27条1項に規定を置いていたものの損失補償条項は存在しなかった。損失補償制度（損失補償の要否や補償額等）はすべて法律以下の制定法の定めるところによっていた。1900年の土地収用法（旧土地収用法）には、収用に際しての補償条項があり（第47条）、これに関する争いは通常裁判所の管轄と定められていた（第82条）。
日本国憲法は損失補償について29条3項に規定を置いている。
日本国憲法では財産権の保障だけでなく損失補償も憲法上の制度となった。

### 憲法29条3項の法的性格
私有財産を公共のために用いることを定める法律が補償規定を欠いている場合をめぐって憲法第29条3項の法的性格に関する争いがある。
- プログラム規定説（立法指針説）
憲法29条3項はいわゆるプログラム規定であるとする学説。
- 違憲無効説
補償規定を欠く法律は憲法29条3項に照らして違憲無効であるとする学説。
- 請求権発生説
法律が補償規定を欠く場合には憲法29条3項に基づいて直接補償請求をすることができるとする学説。

通説・判例は補償が憲法上必要であるにもかかわらず法律が補償規定を欠くときは憲法上直接に損害補償請求権が発生するとしている。
判例では、最高裁が河川附近地制限令事件の判決で、河川附近地制限令4条について「同条に損失補償に関する規定がないからといって、同条があらゆる場合について一切の損失補償を全く否定する趣旨とまでは解されず、本件被告人も、その損失を具体的に主張立証して、別途、直接憲法二九条三項を根拠にして、補償請求をする余地が全くないわけではない」として憲法29条3項に基づいて直接補償請求をすることを認めた（最大判昭和43年11月27日刑集第22巻12号1402頁傍論）。この判決を契機に学説でも補償請求権を憲法上の具体的権利と解することが一般的に承認されるに至っている。

### 補償の要否
損失補償制度は、国家の適法な侵害に対して、公平負担の理念からその損失を補填する制度であるから、その損失は公平に反する場合（「特別の犠牲」に当たるとき）でなければならない。
財産権の侵害に対する補償の基準は、財産権の規制内容についての二重の基準に対応する。
- 財産権に対する内在的制約ないし消極的目的での規制による場合には原則として損失補償を必要としない[10]。ただし、財産権の本質を奪うような場合や特定人に対して特別に財産上の犠牲を強いることになる場合には補償が必要となる場合がある[10]。
- 財産権に対する政策的制約ないし積極的目的での規制による場合には原則として損失補償を必要とする[10]。ただし、財産権に対する侵害が軽微な場合ないし一般的なものである場合には補償を必要としない場合がある[10]。

ただし、警察制限（公共の安全・秩序の維持という消極目的のための制限）に対しては補償は不要であり、公用制限（公共の福祉の増進という積極目的のための制限）には補償が必要であるとする二区分論に対しては、基準としての効用は必ずしも大きくなく、制限の態様によっては、警察制限か公用制限かのいずれかに割り切ることのできない場合があるという指摘もある。
補償の要否については、利用規制の態様、原因、損失の程度、社会通念について総合的に判断することが求められる。
- 財産権の制限の程度が絶対的に弱く公共の利益の確保が大きい場合には補償は認められない[12]。
  - 鉱業法64条の規定によって鉱業権の行使が制限された場合に損失補償を不要とした判例がある（最判昭和57・2・5民集36巻2号127頁）[12]。
- 財産権の側に規制を受けるような原因が存する場合には補償は認められない[12]。
  - 消防法29条1項の規定には損失補償の定めはない[12]。

- - これに対して消防法29条3項の措置については損失補償が必要である[12]。

- 財産の価値が消滅しているときには、その剝奪に際しても補償を必要としない[12]。
  - 消防法29条2項の措置については損失補償の必要はない[13]。

- - 食品衛生法54条は病原菌に侵された食品等の廃棄を定めているが、この措置についても損失補償の必要はない[14]。

なお、対象物の危険性に着目して補償の要否が判断される場合もある（状態責任）。ガソリンタンクはその危険性から道路等から一定の距離を置いて設置することが法令で定められているが（消防法10条4項）、道路拡幅工事によって移転を余儀なくされた場合には移転費用の負担が問題となる。判例は「道路工事の施行によって警察規制に基づく損失がたまたま現実化するに至ったものにすぎず、このような損失は、道路法七〇条一項の定める補償の対象には属しないものというべきである。」と判示して損失補償を否定している（最判昭和58・2・18民集37巻1号59頁）。

### 憲法29条3項の「正当な補償」
憲法29条3項の「正当な補償」の意味については、完全補償説、相当補償説、中間説がみられる。
- 完全補償説
  - 完全補償説とは、憲法29条3項の「正当な補償」として必ず完全の補償をしなければならないとする学説である[15]。
- 相当補償説
  - 相当補償説とは、憲法29条3項の「正当な補償」とは、公共の必要性、社会的・経済的事情などを考慮して決められる合理的な相当額であるとする学説である[15]。
- 中間説
  - 完全補償と相当補償は二者択一的ではないとして損失補償の原因となる財産権の侵害ごとに完全な補償を必要とする場合と相当な補償で足りる場合があるとする学説が有力になっている[15]。その分類の基準について学説は多岐にわたる。
  - 学説の傾向としては、特別の場合（農地改革や産業の国有化・社会化立法など社会変革を目的とする場合）を除き、国の通常の政策実現に際して生ずる損失の公平負担という見地からすれば、収用等の前後で財産的価値に増減がないということをもって正当な補償と考え原則完全補償をとるべきとみられるようになっている[15][16]。

判例では、最高裁は農地改革における農地買収の対価の合憲性について「憲法二九条三項にいうところの財産権を公共の用に供する場合の正当な補償とは、その当時の経済状態において成立することを考えられる価格に基き、合理的に算出された相当な額をいうのであって、必しも常にかかる価格と完全に一致することを要するものでない」と相当補償説の立場を示した（最大判昭和28年12月23日民集第7巻13号1523頁）。しかし、土地収用法による損失補償については最高裁は「土地収用法における損失の補償は、特定の公益上必要な事業のために土地が収用される場合、その収用によって当該土地の所有者等が被る特別な犠牲の回復をはかることを目的とするものであるから、完全な補償、すなわち、収用の前後を通じて被収用者の財産価値を等しくならしめるような補償をなすべきであり、金銭をもって補償する場合には、被収用者が近傍において被収用地と同等の代替地等を取得することをうるに足りる金額の補償を要する」と完全補償を必要としている（最判昭和48年10月18日民集第27巻9号1210頁）。